# NGC 1838
NGC 1838 ist die Bezeichnung eines offenen Sternhaufens im Sternbild Dorado. Das Objekt wurde vermutlich am 30. Dezember 1836 von John Herschel entdeckt.